# Dennis Mitchell
Dennis Mitchell (Estados Unidos, 20 de febrero de 1966) fue un atleta estadounidense, especializado en la prueba de 4 x 100 m en la que llegó a ser campeón mundial en 1991 y en 1993.

## Carrera deportiva
En el Mundial de Tokio 1991 ganó la medalla de oro en los relevos 4 x 100 metros, con un tiempo de 37.50 segundos que fue récord del mundo, llegando a la meta por delante de Francia y Reino Unido.
Dos años más tarde, en el Mundial de Stuttgart 1993 volvió a ganar el oro en la misma prueba, esta vez por delante de Reino Unido y Canadá.